# Asperula serotina
Asperula serotina là một loài thực vật có hoa trong họ Thiến thảo. Loài này được (Boiss. & Heldr.) Ehrend. mô tả khoa học đầu tiên năm 1982.